# Кудзиев, Руслан Асланович
Руслан Асланович Кудзиев (12 декабря 1995, Сургут, Ханты-Мансийский автономный округ, Россия) — российский игрок в мини-футбол. Нападающий клуба «Норильский никель» (Норильск), универсал сборной России по мини-футболу.

## Биография
Уроженец Сургута. В 2012—2015 годах являлся игроком клуба «Газпром-Югра», сначала — в дубле, а затем и в основной команде, в которой стал чемпионом России. С 2015 по 2018 годы выступал за «Сибиряк», в составе которого стал лучшим бомбардиром чемпионата 2017/18. В начале сезона 2018/19 Кудзиев покинул команду.
Играет за студенческую сборные России, в составе которой стал в 2018 году победителем, приняв участие во всех шести матчах. Принимал участие в «Турнире четырёх наций». в составе сборной России.

## Достижения
- Победитель студенческого чемпионата мира: 2018
- Серебряный призёр студенческого чемпионата мира: 2016
- Чемпион России (1): 2014/15

Личные
- Лучший бомбардир чемпионата России (3): 2017/18, 2018/19, 2022/23